# H.261
H.261 — стандарт відеокодека організації ITU-T, затверджено в 1990 році. Цей стандарт було розроблено для передачі інформації по ISDN, де швидкості передачі даних кратні 64 кБіт/с.
Стандарт H.261 належить до сімейства стандартів H.26x кодування відео-інформації, знаходиться у відповідальності Групи Експертів з Кодування Відео організації (англ. VCEG) ITU-T. Алгоритм кодування розроблявся для передачі відео зі швидкістю в діапазоні від 40 кБіт/с до 2 МБіт/с.
Стандартом підтримується два формати кадрів: CIF (352x288 люми 176x144 хромат.) та QCIF (176x144 разом з 88x72 хромат.) використовуючи 4:2:0 схему. Він також зворотно-сумісний з передачею сталих зображень з роздільною здатністю 704x576 люми та 352х288 хромат.

## Алгоритм
Відеокодек стандарту H.261 кодує кадри відеопослідовності, використовуючи дискретне косинусне перетворення (ДКП, англ. DCT) блоків пікселів 8×8. Початковий кадр відео послідовності кодується незалежно (intra-frame) від інших. Наступні кадри, які змінюються в порівнянні з початковим незначно внаслідок малої рухливості об'єктів в кадрі, кодуються в режимі inter-frame (міжкадровий) з використанням компенсації руху. Не заглиблюючись в технічні тонкощі процесу можна сказати, що замість передачі повного кадру розбитого на блоки і закодованого із застосуванням DCT, в цифровому потоці передається інформація:
- про блоки схожі на блоки попереднього кадру
- їх переміщенню по кадру
- різницю між цими схожими блоками, закодовану за застосуванням ДКП[1].